# Ісіда (жриця Амона)
Ісіда (XII ст. до н. е.) — давньоєгипетський діячка, Дружина бога Амона.

## Життєпис
Походила з XX династії. Донька фараона Рамсеса VI і Великої царської дружини Нубхесбет. Вважається, що народилася й провела дитинство в Мемфісі.
Отримала титул Божественної обожнювачки Амона, а згодом Дружини бога Амона. Ісіда стала першою особою з часів XVIII династії, хто, мала ці титули, була незайманою дівою. Попередні Дружини бога Амона зазвичай також були Великими царськими дружинами.
Саме з часів Ісіди поступово зростає вага титулу Дружини бога Амона, чому в значній мірі сприяла Ісіда, що займалася жрецькими питаннями. Разом з тим їй довелося у Фівах протистояти династії верховних жерців Амона на чолі із Аменхотепом.

## Поховання
Гробницю Ісіди не було знайдено. Вважається, що її було пограбовано. В Британському музеї (Лондон) зберігається пірамідка, яка виставлена під інвентарним номером БМ 1742. На східному боці цього маленького пам'ятника Ісет двічі зображується на колінах, роблячи жест поклоніння сходу сонця. Вона одягнена в сукню з вільними рукавами, шия прикрашена широким коміром-уусех. Її голова вкрита важкою перукою, прикрашеною характерною відзнакою його функції, прикрашена уреєм.